# تاکنوری هایاشی
تاکنوری هایاشی (انگلیسی: Takenori Hayashi؛ زادهٔ ۱۴ اکتبر ۱۹۸۰) بازیکن فوتبال اهل ژاپن است.
از باشگاه‌هایی که در آن بازی کرده‌است می‌توان به باشگاه فوتبال جف یونایتد ایچیهارا چیبا، باشگاه فوتبال جوبیلو ایواتا، و باشگاه فوتبال جف یونایتد ایچیهارا چیبا اشاره کرد.